# Hasta Siempre, Comandante

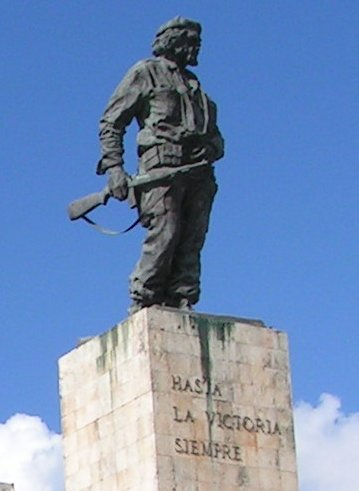
Een deel van het monument van Che Guevara in Santa Clara (Cuba)

"Hasta Siempre, Comandante", of simpelweg "Hasta Siempre", is een Cubaans lied uit 1965 geschreven door Carlos Puebla. De songtekst is een antwoord op de afscheidsbrief van de revolutionair Che Guevara toen hij Cuba verliet om de revolutie in de Congo en later Bolivia aan te wakkeren. Hier zou hij later gevangengenomen worden en geëxecuteerd. 
De songtekst beschrijft enkele belangrijke momenten uit de Cubaanse revolutie en beschrijft de revolutionaire rol van Che Guevara als commandant. Het lied werd een icoon na de dood van Guevara en er werden vele coverversies van gemaakt, vaak door linkse artiesten. De titel refereert aan een motto van Guevara, "¡Hasta la Victoria Siempre!" (Tot de overwinning altijd).

## Metrische structuur
Zoals veel liederen van Carlos Puebla is de structuur in lijn met de Cubaanse en Carribische traditionele muziek. Het lied heeft een refrein een vijf coupletten. Het rijmschema is ABBA.

## Songtekst
Er zijn meer dan 200 versies van dit lied. Het is onder andere gecoverd door Compay Segundo, Soledad Bravo, Óscar Chávez, Nathalie Cardone, Robert Wyatt, Nomadi, Inés Rivero, Silvio Rodríguez, Ángel Parra, Celso Piña, Maria Farantouri, Jan Garbarek, Wolf Biermann, Boikot, George Dalaras, Al Di Meola, Ahmet Koç en Enrique Bunbury.

### OrigineleSpaansetekst
Aprendimos a quererte
desde la histórica altura
donde el Sol de tu bravura
le puso cerco a la muerte.
Refrein:
Aquí se queda la clara,
la entrañable transparencia,
de tu querida presencia,
Comandante Che Guevara.
Tu mano gloriosa y fuerte
sobre la Historia dispara
cuando todo Santa Clara
se despierta para verte.
[Refrein]
Vienes quemando la brisa
con soles de primavera
para plantar la bandera
con la luz de tu sonrisa.
[Refrein]
Tu amor revolucionario
te conduce a nueva empresa
donde esperan la firmeza
de tu brazo libertario.
[Refrein]
Seguiremos adelante,
como junto a tí seguimos,
y con Fidel te decimos :
«¡Hasta siempre, Comandante!»

### Vertaalde tekst
We leerden je liefhebben
vanaf de historische hoogtes
waar de zon van je dapperheid
je dicht bij de dood bracht
Refrein:
Hier is het duidelijk,
de innemende transparantie
van de geliefde aanwezigheid,
Commandant Che Guevara.
Je glorieuze en sterke hand
schiet over de geschiedenis
wanneer iedereen in Santa Clara
ontwaakt om je te zien.
[Refrein]
Terwijl je komt brandt de bries
met lentezonnen
om de vlag te planten
met het licht van je lach.
[Refrein]
Je revolutionaire lach
leidt je naar een nieuwe onderneming
waar ze wachten op de fermheid
van je bevrijdende hand
[Refrein]
We zullen doorgaan
Zoals we je toen volgden
en met Fidel zeggen we je:
"Tot de eeuwigheid, Commandant!"